# Blue Moon City
Blue Moon City ist ein Brett- und Kartenspiel von Reiner Knizia, das 2006 im Spieleverlag Kosmos erschienen ist. Es ist für 2–4 Spieler ab 10 Jahren geeignet und dauert ca. 60 Minuten. Das Spiel stand auf der Nominierungsliste für den Kritikerpreis Spiel des Jahres 2006 und erreichte Platz 4 beim Deutschen Spielepreis.
Blue Moon City spielt in der Welt des Kartenspiels Blue Moon vom selben Autor aus dem Jahr 2004. Inzwischen ist auch noch ein Buch von Frank Rehfeld erschienen, das Figuren und Motive der Spielwelt aufgreift.

## Thema und Ausstattung
Die phantastische Stadt Blue Moon City wurde in einem Konflikt zerstört und muss jetzt durch Zusammenarbeit aller Rassen der Welt wieder aufgebaut werden. Jedes Gebäude erfordert unterschiedlichen Einsatz, der durch Karten mit Farbmarkierungen aufgebracht wird.
Die Gebäude werden durch 21 quadratische Kärtchen dargestellt, die von Illustrator Franz Vohwinkel auf der einen Seite mit Bauplänen, auf der Rückseite mit dem vollendeten Bauwerk gezeichnet wurden. Sie werden um einen zentralen Obelisken angeordnet.

## Spielablauf
Der Spieler am Zug bewegt seinen Spielstein maximal zwei Gebäude weit. Mit Karten auf seiner Hand kann er einen Beitrag zum Aufbau des Bauwerks leisten, auf dem er steht. Auf jedem Gebäude ist markiert, wie viele einzelne Bauabschnitte es benötigt, zu welchem Preis und in welcher Farbe. Sind alle erforderlichen Bauabschnitte an dem Bauwerk durchgeführt, wird die Karte umgedreht und zeigt jetzt das vollendete Gebäude. Die an dem Bauwerk beteiligten Spieler erhalten die auf der Karte angegebene Menge an Kristallsplittern, Drachenschuppen und in einigen Fällen auch zusätzliche Karten als Belohnung. Der Baumeister des letzten Beitrags erhält dabei einen Bonus sowie weitere Belohnungen, wenn angrenzende Gebäude bereits fertiggestellt sind.
Die Beiträge zum Aufbau eines Bauwerks bestehen in Karten von der Hand des Spielers, die die passende Farbe und addiert den Wert des Beitrags erreichen müssen. Manche Karten haben zudem eine Sonderfunktion, die statt des nominalen Wertes eingesetzt werden kann. So können Farbwerte getauscht, Zahlenwerte erhöht oder farbige Drachenfiguren als Hilfe beim Bau herangeführt werden.
Die Drachenschuppen können gegen Kristallsplitter eingetauscht werden, welche zu im Laufe des Spiels steigenden Preisen als „Opfer“ dargebracht werden können. Aus diesen Opfern wird der große Kristall des zentralen Obelisken zusammengesetzt, dessen Vollendung das Ende des Spiels darstellt. Wer die meisten Opfer erbracht hat, gewinnt.

## Erweiterungen
Schon im Jahr 2006 erschienen zwei kleine Erweiterungen mit jeweils zwei neuen Gebäudekarten. Sie sind nicht im Handel erhältlich, sondern nur als Beigaben zu einer Veröffentlichung des Spielautors beziehungsweise einer Spielezeitschrift.

## Zielgruppe und Spielprinzip
Das Spiel richtet sich einerseits an Fans des Zwei-Personen-Kartenspiels, die in größerer Runde spielen wollen, ist aber andererseits völlig eigenständig. Thema und Aufmachung sprechen Freunde phantastischer Welten an, das Spielprinzip ist konventionell und erlaubt durch die Sonderfunktionen der Karten vielseitige Spielzüge.
Kein Spieler kann für sich arbeiten, weil er nie alle notwendigen Karten auf die Hand bekommt. Nur durch Zusammenarbeit können die Gebäude fertiggestellt werden. Die abgestuften Entlohnungen belohnen Kooperation zusätzlich.